# Drivfiskar
Drivfiskar eller manetfiskar (Nomeidae) är en familj i underordningen smörfisklika fiskar (Stromateoidei). De lever i tropiska och tempererade hav över hela världen i det övre vattenskiktet. Familjen delas i 4 släkten med tillsammans 18 arter. De lever i stora stim och simmar ibland tillsammans med maneter eller nässeldjur av ordningen Siphonophorae, däribland även blåsmaneten. Andra arter lever i lös drivande ansamlingar av brunalger från släktet sargassotång. Arterna i familjen drivfiskar blir tolv centimeter till en meter långa och livnär sig av zooplankton samt mindre maneter och fiskar.
Drivfiskarnas mun är liten och ögonen är ofta omgiven av ett fettskikt. De har två ryggfenor och bukfenan kan gömmas i en grop.